# ネイエフ
ネイエフ (Nayef) は、アメリカで生産され、イギリスで調教されたサラブレッド。2001年のチャンピオンステークスや2002年のインターナショナルステークス、2003年のプリンスオブウェールズステークスなどに勝利した。半兄に二冠馬ナシュワンがいる。

## 現役時代

### 2歳 - 3歳時代（2000年・2001年）
2000年9月のデビュー戦をクビ差ながら勝利を収めると、続く準重賞も6馬身差で圧勝する。
年が明けて2001年G3競走クレイヴンステークスに出走するも3着、2000ギニーはゴーランの8着と大敗する。休養を挟み、立て直しを図るため再びG3レースから始動。初戦こそ3着に敗れたが、その後はG3を3連勝し、チャンピオンステークスに駒を進めた。3/4馬身差ながら勝利をおさめ、G1初制覇となった。

### 古馬時代（2002年・2003年）
2002年はドバイシーマクラシックから始動し、ここも2馬身差で完勝した。その後帰国し3戦するも勝利を上げられなかったが、インターナショナルステークスでは勝利をおさめた。
2003年も現役続行。ドバイワールドカップから始動したが、3着に敗れるが、帰国後初戦のプリンスオブウェールズステークスに勝利した。その後は勝利を上げられず、チャンピオンステークスの8着を最後に引退した。

## 種牡馬時代
2004年よりイギリスにあるシャドウェルスタッドで繋養されている。
- 2005年産
  - タマユズ（ジャンプラ賞、ジャック・ル・マロワ賞）
  - レディマリアン（オペラ賞）

- 2014年産
  - アイスブリーズ（ロワイヤルオーク賞）

## 血統
| ネイエフの血統（ミスタープロスペクター系 / アウトブリード） | ネイエフの血統（ミスタープロスペクター系 / アウトブリード） | ネイエフの血統（ミスタープロスペクター系 / アウトブリード） | （血統表の出典）   | （血統表の出典） |
| 父 Gulch 1984 鹿毛                                          | 父の父Mr. Prospector 1970 鹿毛                              | Raise a Native                                              | Native Dancer      | Native Dancer    |
| 父 Gulch 1984 鹿毛                                          | 父の父Mr. Prospector 1970 鹿毛                              | Raise a Native                                              | Raise You          |                  |
| 父 Gulch 1984 鹿毛                                          | 父の父Mr. Prospector 1970 鹿毛                              | Gold Digger                                                 | Nashua             | Nashua           |
| 父 Gulch 1984 鹿毛                                          | 父の父Mr. Prospector 1970 鹿毛                              | Gold Digger                                                 | Sequence           |                  |
| 父 Gulch 1984 鹿毛                                          | 父の母Jameela 1976 黒鹿毛                                   | Rambunctious                                                | Rasper             | Rasper           |
| 父 Gulch 1984 鹿毛                                          | 父の母Jameela 1976 黒鹿毛                                   | Rambunctious                                                | Danae              |                  |
| 父 Gulch 1984 鹿毛                                          | 父の母Jameela 1976 黒鹿毛                                   | Asbury Mary                                                 | Seven Corners      | Seven Corners    |
| 父 Gulch 1984 鹿毛                                          | 父の母Jameela 1976 黒鹿毛                                   | Asbury Mary                                                 | Snow Flyer         |                  |
| 母 Height of Fashion 1979 鹿毛                              | 母の父Bustino 1971 鹿毛                                     | Busted                                                      | Crepello           | Crepello         |
| 母 Height of Fashion 1979 鹿毛                              | 母の父Bustino 1971 鹿毛                                     | Busted                                                      | Sans le Sou        |                  |
| 母 Height of Fashion 1979 鹿毛                              | 母の父Bustino 1971 鹿毛                                     | Ship Yard                                                   | Doutelle           | Doutelle         |
| 母 Height of Fashion 1979 鹿毛                              | 母の父Bustino 1971 鹿毛                                     | Ship Yard                                                   | Paving Stone       |                  |
| 母 Height of Fashion 1979 鹿毛                              | 母の母Highclere 1971 鹿毛                                   | Queen's Hussar                                              | March Past         | March Past       |
| 母 Height of Fashion 1979 鹿毛                              | 母の母Highclere 1971 鹿毛                                   | Queen's Hussar                                              | Jojo               |                  |
| 母 Height of Fashion 1979 鹿毛                              | 母の母Highclere 1971 鹿毛                                   | Highlight                                                   | Borealis           | Borealis         |
| 母 Height of Fashion 1979 鹿毛                              | 母の母Highclere 1971 鹿毛                                   | Highlight                                                   | Hypericum F-No.2-f |                  |